# Petrecca thyasira
Petrecca thyasira är en ringmaskart som beskrevs av Blake 1990. Petrecca thyasira ingår i släktet Petrecca och familjen Nautiliniellidae. Inga underarter finns listade i Catalogue of Life.